# Корреа, Анхель
А́нхель Марти́н Корре́а Марти́нес (исп. Ángel Martín Correa Martínez, испанское произношение: [ˈaŋxel koˈrea]; род. 9 марта 1995[…], Росарио, Санта-Фе) — аргентинский футболист, правый вингер мексиканского клуба «УАНЛ Тигрес». Чемпион мира 2022 года.

## Биография
Корреа является воспитанником футбольной школы «Сан-Лоренсо». Профессиональный контракт на 4 года подписал 23 сентября 2012 года.
Дебютировал за первую команду клуба 31 марта 2013 года в матче чемпионата Аргентины против «Ньюэллс Олд Бойз». Первый гол в чемпионате Аргентины Анхель забил 11 мая 2013 года в ворота «Боки Хуниорс». До конца турнира Финаль в 13 матчах за «Сан-Лоренсо» забил 4 гола. Также сыграл в 5 матчах Кубка Аргентины, но не сумел отметиться в этом турнире забитыми голами.
В сезоне 2013/14 Анхель Корреа стал твёрдым игроком основного состава. В двух чемпионатах — Инисиале и Финале — он провёл 35 матчей из 38 возможных, при этом забил 6 голов. Корреа помог своей команде стать чемпионом Аргентины (Финаль 2013) и заработать путёвку в розыгрыш Кубка Либертадорес 2014 года. В этом турнире Корреа также постоянно выходил в стартовом составе (за исключением четвёртой игры группового этапа против «Унион Эспаньолы», которую он пропустил), забил 2 гола. Первый гол принёс победу 1:0 в домашней игре группового этапа против «Индепендьенте дель Валье», второй также принёс победу (с тем же счётом) над «Гремио» в первой игре 1/8 финала. В последний раз Корреа сыграл в Кубке Либертадорес за «святых» в ответной игре против «Крузейро» в 1/4 финала. После этого в турнире наступил перерыв, связанный с чемпионатом мира в Бразилии.
28 мая, через 13 дней после игры с «Крузейро», игрок подписал контракт с мадридским «Атлетико». Контракт Корреа с «Атлетико» рассчитан на пять лет, сумма перехода составила 7,5 млн евро. После ЧМ-2014 года бывшие партнёры Корреа без труда вышли в финал Кубка Либертадорес, обыграв в полуфинале «Боливар». Корреа стал победителем турнира постфактум, так как в финале аргентинская команда одолела парагвайский «Насьональ».
Корреа пришлось пропустить весь сезон 2014/15, так как у него диагностировали кардиальную опухоль. Тем не менее после тяжёлой операции на сердце, которая могла поставить крест на его дальнейшей карьере, Корреа смог полностью восстановиться и вернуться на футбольное поле. В матче 4-го тура Примеры против «Эйбара» (2:0) Анхель забил свой первый гол за «Атлетико».
Помню всё, через что мне пришлось пройти с момента операции и до возвращения к тренировкам и выхода на поле. Были тяжёлые времена, но я безумно рад, что удалось оставить их в прошлом и забить гол. Надеюсь, это мой первый мяч за „Атлетико“ из множества. Первым делом побежал обнять Торреса — он снабдил меня передачей, и я счастлив, поскольку в итоге мой гол помог команде набрать три очка.

## Стиль игры
Основная позиция Корреи на поле — правый вингер. При этом футболист может сыграть и на левом фланге нападения, и на позиции под нападающим. По необходимости игры на контратаках, Корреа может использоваться, как быстрый второй нападающий. Также Анхель иногда выходит на поле в качестве правого полузащитника. Сам Корреа называет себя игроком правого фланга атаки, которого, однако, часто ставят на «неродные» для него позиции. Диего Симеоне, тренер Анхеля в «Атлетико», в 2017 году назвал игрока футболистом, который «может играть в разных частях поля, чего он раньше не делал», и который «на пути к тому, чтобы стать настоящим топ-игроком».
Вследствие игре на фланге, Анхель отдаёт большое количество голевых передач. В частности, на молодёжном чемпионате Южной Америки, где аргентинцы завоевали золотые медали, лучшим бомбардиром стал Джованни Симеоне. А большинство голов он забил именно с передач Корреа.
Корреа, благодаря скорости и индивидуальному мастерству, отлично проявляет себя в игре против атакующих команд. Но существует мнение, что Анхель часто «теряется» в матчах с клубами, играющими в оборонительный футбол с большим количеством защищающихся футболистов.

## Достижения

### Командные
Сан-Лоренсо
- Чемпион Аргентины: 2013 (Инисиаль)
- Обладатель Кубка Либертадорес: 2014

Атлетико Мадрид
- Чемпион Испании: 2020/21
- Победитель Лиги Европы: 2017/2018
- Обладатель Суперкубка УЕФА: 2018

Сборная Аргентины
- Чемпион мира: 2022
- Обладатель Кубка Америки: 2021
- Чемпион Южной Америки (до 21 года): 2015

### Личные
- Лучший игрок чемпионата Южной Америки (до 21 года): 2015[21]
- Игрок месяца Ла Лиги: январь 2022

## Статистика
| Выступление      | Выступление      | Выступление      | Чемпионат | Чемпионат | Кубок | Кубок | Континент. | Континент. | Прочие | Прочие | Итого | Итого |
| Клуб             | Лига             | Сезон            | Игры      | Голы      | Игры  | Голы  | Игры       | Голы       | Игры   | Голы   | Игры  | Голы  |
| ---------------- | ---------------- | ---------------- | --------- | --------- | ----- | ----- | ---------- | ---------- | ------ | ------ | ----- | ----- |
| Сан-Лоренсо      | Примера          | 2012/13          | 13        | 4         | 5     | 0     | 2          | 0          | —      | —      | 20    | 4     |
| Сан-Лоренсо      | Примера          | 2013/14          | 35        | 6         | 0     | 0     | 9          | 2          | 1      | 0      | 45    | 8     |
| Сан-Лоренсо      | Итого            | Итого            | 48        | 10        | 5     | 0     | 11         | 2          | 1      | 0      | 65    | 12    |
| Атлетико Мадрид  | Примера          | 2015/16          | 26        | 5         | 5     | 2     | 5          | 1          | —      | —      | 36    | 8     |
| Атлетико Мадрид  | Примера          | 2016/17          | 31        | 4         | 7     | 4     | 9          | 0          | —      | —      | 47    | 8     |
| Атлетико Мадрид  | Примера          | 2017/18          | 37        | 8         | 4     | 0     | 15         | 1          | —      | —      | 56    | 9     |
| Атлетико Мадрид  | Примера          | 2018/19          | 36        | 3         | 4     | 2     | 8          | 0          | 1      | 0      | 49    | 5     |
| Атлетико Мадрид  | Примера          | 2019/20          | 33        | 5         | 1     | 1     | 8          | 0          | 2      | 1      | 44    | 7     |
| Атлетико Мадрид  | Примера          | 2020/21          | 38        | 9         | 2     | 0     | 8          | 0          | 0      | 0      | 48    | 9     |
| Атлетико Мадрид  | Примера          | 2021/22          | 36        | 12        | 2     | 0     | 10         | 1          | 1      | 0      | 49    | 13    |
| Атлетико Мадрид  | Примера          | 2022/23          | 35        | 9         | 4     | 1     | 6          | 0          | 0      | 0      | 45    | 10    |
| Атлетико Мадрид  | Примера          | 2023/24          | 32        | 9         | 4     | 1     | 10         | 1          | 1      | 0      | 47    | 11    |
| Атлетико Мадрид  | Примера          | 2024/25          | 31        | 4         | 6     | 1     | 8          | 3          | 3      | 0      | 48    | 8     |
| Атлетико Мадрид  | Итого            | Итого            | 335       | 68        | 39    | 12    | 87         | 7          | 8      | 1      | 469   | 88    |
| Всего за карьеру | Всего за карьеру | Всего за карьеру | 383       | 78        | 44    | 12    | 98         | 9          | 9      | 1      | 534   | 100   |

1. ↑  Суперфиналь (Аргентина), Суперкубок УЕФА, Суперкубок Испании, Клубный чемпионат мира.